# 湘桂铁路
湘桂铁路是连接中华人民共和国湖南省与广西壮族自治区的一条铁路，线路北起湖南省衡阳市，南至广西壮族自治区凭祥市友谊关，后与越南铁路相接，全長1013公里，部分电气化，衡阳至柳州间、南宁至隘口为单线铁路，柳州至南宁段和部分路段为复线铁路。该铁路是连接长江流域与中国广西和粤西的重要铁路，主要经过衡阳、永州、桂林、柳州、来宾、南宁、崇左等城市。
2007年起，湘桂铁路开始扩能改造工程。在衡阳至柳州间新建衡柳铁路；柳州向南通过柳南城际铁路连接至广西南宁，全长约730公里，为双线电气化铁路。两条新建铁路已於2013年12月28日开通运营。

## 建筑历史
- 1938年由衡阳修至桂林，翌年修至柳州，1941年修至来宾。
- 1951年修至南宁，翌年修至凭祥。
- 1954年建成凭祥至隘口（友谊关）段。
- 1955年3月1日同越南铁路接轨联运[1]。
- 1985年柳州至黎塘段改造为复线。
- 1998年黎塘至邕宁段改造为复线。
- 2008年湘桂铁路扩能改造工程开工，在南宁至衡阳间分衡柳段和柳南段新建与之并行的柳南城际铁路和衡柳铁路并于2013年12月28日开通运营。
- 2015年柳州至南寧段電氣化開通。

## 湘桂铁路扩能改造工程

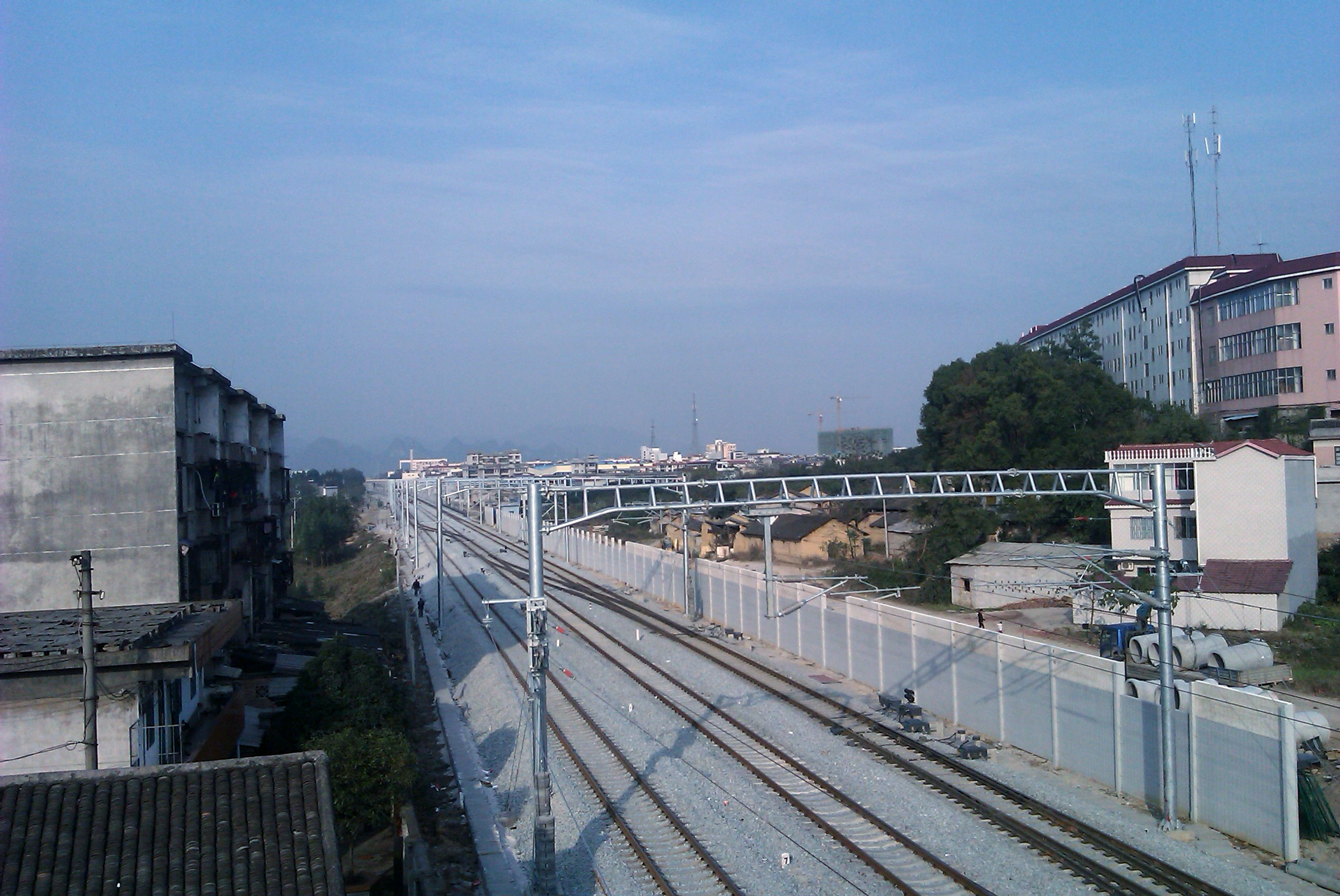
湘桂铁路灵川站永州方向，与衡柳铁路形成三线并行格局

湘桂铁路建成以来一直是非电气化铁路，大部分为单线，且采用半自动闭塞，运力较低，速度較慢。近年，随着沿线经济的发展，湘桂铁路的运能已接近饱和，不能满足客货运对运力的需求。
自2007年底，湘桂铁路衡阳至柳州段扩能改造工程正式开始建设，新建铁路的标准为电气化双线，衡阳至桂林段按照运营速度200km/h、预留250km/h的标准建设，桂林至柳州段按照250km/h标准建设。
同时新建柳州至南宁客运专线，由铁道部与广西自治区政府共同投资，速度目标值为250km/h，既有线（南宁-柳州段）进行电气化改造。相关的工程项目还包括柳州站、柳州南编组站（新建下行编组系统，形成双向三级六场格局）的扩建和南宁东站的建设。
自2011年中开始的全国铁路建设大规模缓建、停工现象也波及到了湘桂铁路扩能改造工程，2012年复工。2012年12月，经铁道部批复，衡阳东至柳州段被命名为衡柳线，局界为永州站，衡阳东至永州（含）为广铁集团管段，永州（不含）至柳州为南宁铁路局管段；柳州至南宁段被命名为柳南客运专线。

## 与其它铁路线的连接
- 衡阳站：京广铁路、吉衡铁路、怀衡铁路
- 高溪市站：衡柳铁路
- 永州站：衡柳铁路、洛湛铁路
- 灵川站：衡柳铁路
- 二塘站：衡柳铁路
- 洛埠站：屯秋铁路
- 柳州站：黔桂铁路、焦柳铁路
- 进德站：柳南客运专线
- 来宾站：来合铁路
- 黎塘站：黎湛铁路
- 沙江站：黎钦铁路
- 邕宁站：邕南铁路
- 南宁东站：柳南客运专线
- 南宁南站：南防铁路
- 江西村站：南昆铁路
- 同登站：河同鐵路